# 阿兰娜·史密斯 (篮球运动员)
阿兰娜·史密斯（英語：Alanna Smith，1996年9月10日—），澳大利亚女子篮球运动员，2017年亞洲盃女子籃球賽银牌得主、2018年女子世界盃籃球賽银牌得主、2024年夏季奥林匹克运动会女子铜牌得主。